# Salticus marenzelleri
Salticus marenzelleri là một loài nhện trong họ Salticidae.
Loài này thuộc chi Salticus. Salticus marenzelleri được Josef Nosek miêu tả năm 1905.